# 本能寺から始める信長との天下統一
『本能寺から始める信長との天下統一』（ほんのうじからはじめるのぶながとのてんかとういつ）は、常陸之介寛浩による日本のライトノベル。2018年、『天寿を全うするはずだった織田信長をタイムスリップで本能寺から救った俺は命の恩人？チートスキルは否定されちゃいました。』の題名で小説投稿サイト・アルファポリスの第4回歴史時代小説大賞で投票ポイント1位となったことで読者賞を受賞し、同年、第5回オーバーラップWEB小説大賞の金賞も受賞した。2019年8月25日、オーバーラップ文庫（オーバーラップ）より『本能寺から始める信長との天下統一』と改題して書籍化刊行開始。書籍版のイラストは茨乃が担当している。
メディアミックスとして、コミカライズが『月刊コミック電撃大王』 (KADOKAWA) にて2020年10月号より連載開始。

## あらすじ
現代の普通の高校生である黒坂真琴は修学旅行である古刹を訪れた。本尊のある地下通路を進むと不思議な扉があり、扉を開けると明智光秀に討ち入りされている本能寺へと繋がっていた。そこで偶然にも織田信長の窮地を救ったことで信長に客人として城へと招かれ、自身の現代の知識を活かした想像を元に、信長と共に天下統一を目指すこととなる。

## 登場人物
黒坂真琴（くろさか まこと）
本作の主人公。現代の高校生の少年。1999年11月29日生まれで、物語開始時点で17歳。茨城県出身。実家の鹿島神道流免許皆伝(古流剣術)と母方の陰陽道を習得している。
修学旅行の際に偶然見つけた不思議な扉から戦国時代の本能寺にタイムスリップし、そこで窮地に追いやられていた織田信長の命を救ったことで信長から家臣に誘われるが、家臣にはなりたくないと言う理由から客分と言う立場を選択して雇われることになる。その身分は現在も継続中の為、信長の家臣ではない。安土城に招かれ、そこで自身の知識を活かした未来の知識を使い、火縄銃の改良・建築技術の向上など数々の功績から恩賞として官位を授かる。広く浅く多様な知識を持つ。
基本的に温厚かつ穏やかな人格者であり、誰に対しても別け隔ての無い振る舞いが出来る。また、それらの一面が周囲の者達の信頼を得ていく理由の一つでもある。反面、戦国の世では甘い一面もあり、人を初めて斬り殺した際には塞ぎ込んだり、下女の境遇に驚愕したり、迂闊に自身の知識を明かし掛けて信長に制止されることもあったが、過酷な戦国の世を生き抜いて行くに当たって、何事にもめげない逞しさを身に着けていく。戦のない平和国家の建国の為になら容赦ない作戦を立案し、『織田家の鬼才の軍師』として日本国中に名前が知られている。また、織田信長の客分でありながら姪で養女になった茶々と結婚し、織田家一門衆に列席する。元々かなりの戦国マニアであり、現代での知識や過去の歴史（戦国時代から見ると、これから先の歴史）を元に助言することで信長を補佐する中で、個人的に料理が好きなこともあり、唐揚げやとんかつなどを作り、信長をはじめ、周囲の者達から絶賛されている。

織田信長 (おだ のぶなが)
天下統一間近と言われた織田軍総大将。1534年5月12日生まれ。物語開始時点で48歳。
1582年6月21日本能寺の変で死ぬはずだったが、タイムトラベルした真琴に偶然にも命を救われ、その恩義から真琴を保護する。
基本的に豪快且つ豪胆な性格で、非常に懐が深く、過去から来たという真琴の言葉を信じ、その知識から生み出される想像力に目を付けるなど、柔軟且つ広い視野を持っている。また、戦国の世を生き抜いてきただけあって、用心深く冷徹な一面もあり、時には冷酷に為政者として決断を下すこともあり、戦国時代に来た当初は軽はずみに周囲に未来の知識を語る真琴を叱咤したこともある。しかし、真琴の想像力と知恵や料理の腕を高く評価しており、それらを頼りに史実とは異なる形で天下統一を目指すこととなる。
良くも悪くも敵味方の多い人物だが、その心根にあるのは日本という国を統一し、国内の戦を無くすことにあり、天下統一を果たした暁には国外の国々を見たいという考えを持っている。また、小さな島国での諍いを下らんと語るように本来は無意味な殺戮や争いを好まないが、戦後の世において、その考えだけでは通用しないことも理解しているが、過去に止む得ない事情があったはいえ、妹である市が嫁入りした浅井家を滅ぼし、茶々達の父である浅井長政を討ったことに関しては本人なりに思う所がある模様。

浅井茶々 (あざい ちゃちゃ)
お市の娘にして、浅井姉妹の長女でありお初とお江の姉。織田信長の姪の一人。1569年生まれ。物語開始時点で13歳。
真琴が戦国時代に来た当時に出会った可憐な風貌の美少女であり、真琴は不思議な縁で結ばれている。史実では豊臣秀吉の側室として大坂の陣で自害することになるが、真琴とので出会いで、本人の運命も大きく変わって行く。
常に冷静ながらも気品に満ち、凛とした雰囲気を持つが、根は穏やかで慈悲深く戦国の世に来たばかりの真琴を気に掛けており、故郷に帰れないと知って落胆する真琴に励ましや気遣いを見せることもある。しかし、真琴が他の異性と親しくしている際には冷たい視線を送るなどして、やきもちを焼くこともある。戦国の世で武家の出身なだけあって、年齢の割に大人びた雰囲気を持ち、下の二人に比べると精神的に成熟している。また、戦で父と故郷を失った過去を持つことが、故郷を思う真琴に共感している理由でもある。
戦国を世を生き抜く覚悟を持つ為、敵に刀を向けられながらも毅然とした態度で相手に意見を述べるなど、非常に芯が強く度胸もある。
真琴との交流の中で少しずつ真琴の優しさに惹かれてゆき、信長と初の提案で真琴との婚姻を勧められ、覚悟を決めた真琴に告白され、それを了承したことで真琴と夫婦となった。また、婚姻する同時に信長の養女となり、真琴共に織田家の一員となる。
実は小谷城の戦いで信長率いる織田軍に浅井家を滅ぼされ、父である長政が討たれたことについては遺恨を残しており、信長や織田軍の駒としてどこかの武将に嫁ぐくらいならば信長と刺し違えようと考えていたが、真琴との出会いを経て、次第にそういった感情も消えていった。
浅井初（あざい はつ）
お市の娘にして、浅井姉妹の次女であり茶々の妹でお江の姉。織田信長の姪の一人。1570年生まれ。物語開始時点で12歳。
基本的に勝ち気で男勝りな性格だが、根は家族想いで誰に対しても別け隔てない優しさを持つ。反面、茶々に比べると年相応な振る舞いが多く、真琴に対しては普段は仲は良いが、いざとなると素直になれずに反抗的になってしまうが、茶々や市からは真琴を意識しているが故の言動と見抜かれている。また、武家の娘だけあって剣術の稽古にも熱心に取り組んでいる。
浅井江（あざい ごう）
お市の娘にして、浅井姉妹の末妹であり茶々と初の妹。織田信長の姪の一人。1573年生まれ。物語開始時点で9歳。
姉達と比べると年相応に無邪気且つ好奇心旺盛で、舌足らずな喋り方をし、真琴の所有物である未来の道具などにも興味を持っている。誰に対しても人懐っこく素直であり、真琴とも出会った当初から打ち解けている。母や姉二人をとても慕っており、非常に姉妹仲が良い。
浅井市（あざい いち）　　　　
織田信長の妹にして浅井三姉妹の母親。1547年生まれ。物語開始時点36歳。
常に笑みを絶やさず娘達を見守り包容力と慈愛に満ちた人物。反面、兄同様に茶目っ気もあり、多感な年頃の娘達をからかうこともある。しかし、戦国の世を生き抜いてきただけあって有事の際には銃を用いて敵と応戦する勇ましさの持ち主。また、人を斬り塞ぎ込んでいた真琴の苦悩を受け止めたり、戦国の世の厳しさを解くなど、真琴が精神的に成長させるきっかけを与えている。
森力丸 (もり りきまる)
織田信長側近小姓から黒坂真琴の与力になる。1582年6月21日本能寺の変で死ぬはずだったが、タイムトラベルした 黒坂真琴に助けられる。黒坂家家臣の中で唯一、真琴の秘密を知っている。衆道は常識の中で育っているため、真琴に抱かれても良いと思っている。

## 既刊一覧

### 小説
- 常陸之介寛浩（著）・茨乃（イラスト） 『本能寺から始める信長との天下統一』 オーバーラップ〈オーバーラップ文庫〉、既刊12巻（2025年2月25日現在）
  1. 2019年8月22日発売[5]、ISBN 978-4-86554-532-6
  2. 2020年2月25日発売[6]、ISBN 978-4-86554-612-5
  3. 2020年7月25日発売[7]、ISBN 978-4-86554-697-2
  4. 2020年11月25日発売[8]、ISBN 978-4-86554-781-8
  5. 2021年3月25日発売[9]、ISBN 978-4-86554-866-2
  6. 2021年8月25日発売[10]、ISBN 978-4-86554-976-8
  7. 2022年1月25日発売[11]、ISBN 978-4-8240-0086-6
  8. 2022年7月25日発売[12]、ISBN 978-4-8240-0240-2
  9. 2023年2月25日発売[13]、ISBN 978-4-8240-0413-0
  10. 2023年10月25日発売[14]、ISBN 978-4-8240-0631-8
  11. 2024年5月25日発売[15]、ISBN 978-4-8240-0829-9
  12. 2025年2月25日発売[16]、ISBN 978-4-8240-1086-5

### 漫画
- 村橋リョウ（漫画）・常陸之介寛浩（原作）・茨乃（キャラクター原案） 『本能寺から始める信長との天下統一』 KADOKAWA〈電撃コミックスNEXT〉、既刊6巻（2025年1月27日現在）
  1. 2021年4月26日発売[17]、ISBN 978-4-04-913766-8
  2. 2022年1月27日発売[18]、ISBN 978-4-04-914200-6
  3. 2022年10月27日発売[19]、ISBN 978-4-04-914651-6
  4. 2023年7月26日発売[20]、ISBN 978-4-04-915179-4
  5. 2024年4月26日発売[21]、ISBN 978-4-04-915706-2
  6. 2025年1月27日発売[22]、ISBN 978-4-04-916162-5